# 水腺毛草
水腺毛草（學名：Byblis aquatica）為腺毛草科的一年生食肉植物。通常稱作「彩虹草」。本種描述是於1998年由艾倫·勞瑞以及約翰·葛德菲·康蘭（John Godfrey Conran）發表，歸類到澳大利亞北部一年生的物種，曾被認為是「亞麻花腺毛草的複合體」。生長是以半水生的狀態，並會運用長在莖上的黏液腺體。

## 植物學歷史
水腺毛草的是由艾倫·勞瑞於1988年4月首次採得。栽培本種時被視為是亞麻花腺毛草的生態型，並命名成Byblis aff. liniflora "Darwin"。這樣的處理直到貝利·梅耶斯-萊斯（Barry Meyers-Rice）清楚證明本種的生殖隔離，1996年揚·弗利兹（Jan Flisek）提議改成一個新物種的分類單元來描述。以至於1998年勞瑞處理了一部分他的澳大利亞北部種類的修訂。

## 延伸閱讀
- Meyers-Rice, Barry. Byblis - Notes On Forms New To Cultivation. In: Carnivorous Plant Newsletter 22: 39-40.
- Flísek, Jan. Byblis aff. liniflora "Darwin" - Novy druh rodu Byblis? In: Trifid, Darwiniana 4: 27-28, 43.